# Kristina Dawidowna Brodskaja
Kristina Dawidowna Brodskaja (russisch Кристина Давыдовна Бродская, wiss. Transliteration Kristina Davydovna Brodskaja; * 28. Dezember 1990 in Wladiwostok, RSFSR, Sowjetunion) ist eine russische Theater- und Filmschauspielerin.

## Leben
Brodskaja entstammt einer Schauspielerfamilie, ihre Eltern sind die Schauspieler Ilona Brodskaya und David Brodsky. Sie besuchte das Russian State Institute of Performing Arts, wo sie Schauspiel studierte. 2011 war sie in 40 Episoden der Fernsehserie Split in der Rolle der Leah Rosanow zu sehen. 2013 schloss sie die Russische Akademie für Theaterkunst ab. 2018 übernahm sie eine größere Rolle in Grenzgänger – Zwischen den Zeiten.
Sie ist seit dem 19. September 2016 mit dem Schauspieler Igor Petrowitsch Petrenko verheiratet. Die beiden haben drei gemeinsame Töchter. Aus den zwei vorherigen Ehen ihres Mannes hat sie jeweils einen Stiefsohn.

## Filmografie (Auswahl)
- 2011: Split (Сплит) (Fernsehserie, 40 Episoden)
- 2014: Tatyanina noch (Татьянина ночь) (Fernsehserie)
- 2018: Grenzgänger – Zwischen den Zeiten (Rubezh/Рубеж)